# Louis Uhl

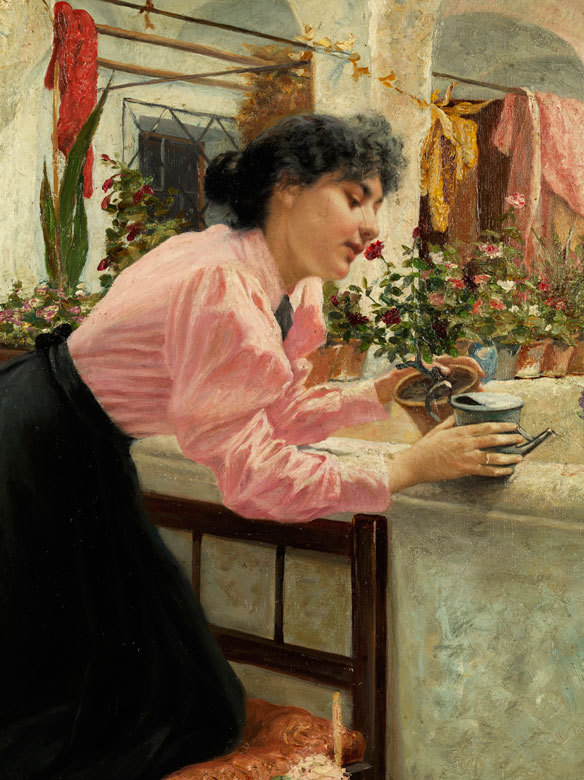
Junge Frau beim Blumengießen

Louis Uhl (eigentlich Alois Franz Uhl, * 22. November 1860 in Wien; † am 1. Februar 1909 ebenda) war ein österreichischer Maler.

## Leben
Uhl studierte von 1877 bis 1883 an der Akademie der bildenden Künste Wien bei August Eisenmenger und Hans Makart.
Nach dem Studium war er als freischaffender Künstler in Wien tätig. Er beschäftigte sich hauptsächlich mit der Porträt- und Genremalerei. Es existiert von ihm ein signiertes und datiertes Werk Stiller Winkel aus dem Jahr 1907. Er war zwischen 1902 und 1909 auf zahlreichen Ausstellungen vertreten, was eher für ein Todesjahr 1909 als 1902 spricht. Sein künstlerischer Nachlass wurde im März 1910 versteigert. Auch in der Zeitschrift Die Kunst wird er im Jahr 1908 in dem Bericht über die „Jubiläumsausstellung im Wiener Künstlerhaus“ als aktiver Aussteller erwähnt.
Werke (Auswahl)
- Porträt Seiner Exzellenz des Freiherrn v. Gautsch (Ölgemälde)
- Kleinstadtidyll (Ölgemälde)[4]
- Kinderporträt (Ölgemälde)[5]
- Porträt des Herrn Hofrat Emil Ritter von Förster
- Porträt des Herrn Dozenten Dr. Sch. in der Ausstellung 1908[6]
- Porträt des Herrn k. k. Professors Ernst Ludwig in der Ausstellung 1909 (hier vermerkt Louis Uhl †)[7]